# Euro Theater Central Bonn

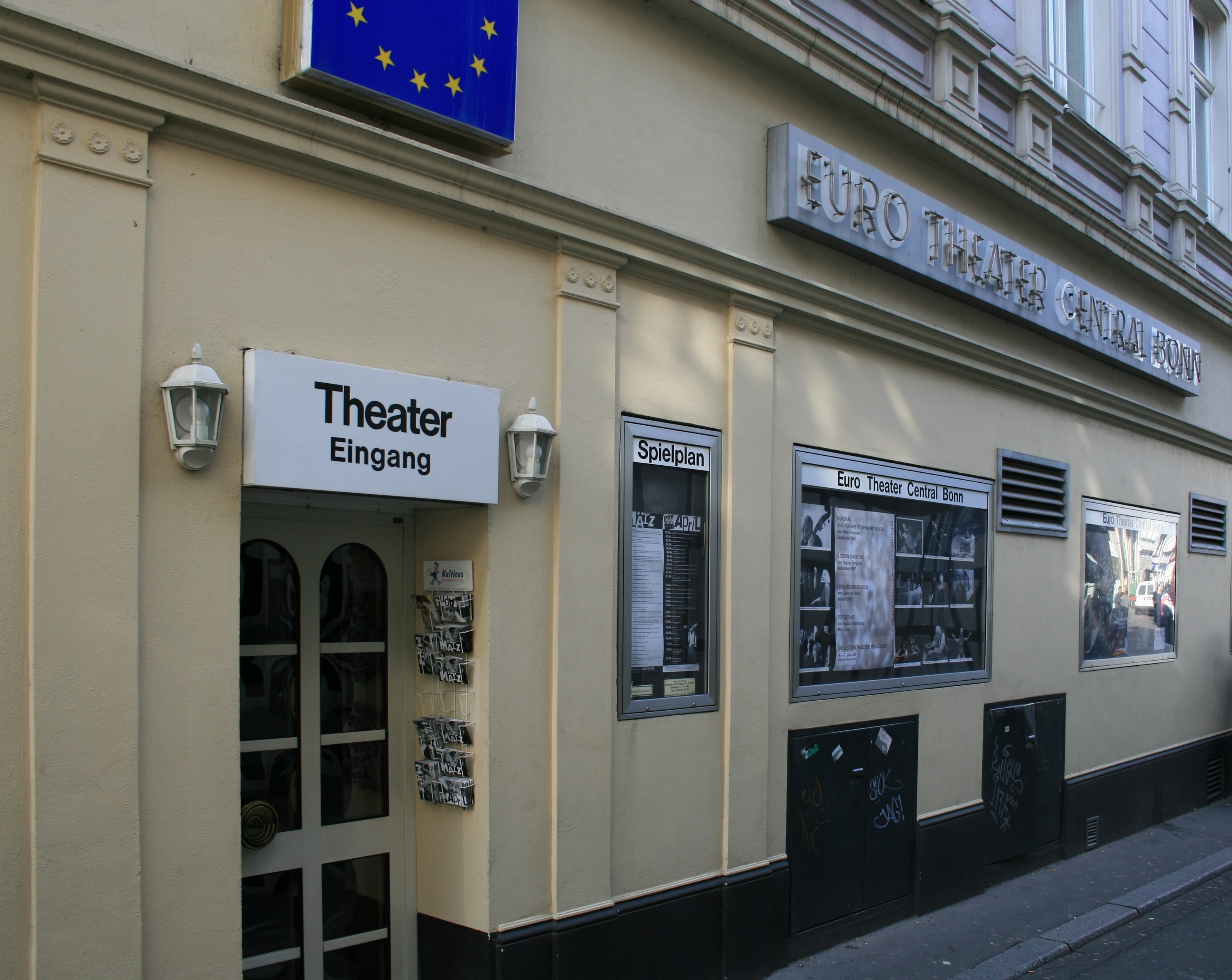
Der Eingang zum ehemaligen Standort des Euro Theater Central Bonn im Mauspfad

Logo des Theaters

Das Euro Theater Central in Bonn ist eines der kleinsten Einraum-Theater in Nordrhein-Westfalen. Es wird seit fast 50 Jahren in privater Trägerschaft betrieben.

## Geschichte
Unter dem Namen „Theater Central“ wurde das Theater am 6. Dezember 1969 von Claus Marteau (eigentlich Claus Wernert) aus Osterode im Harz und seiner Frau, der Tänzerin Gisela Pflugradt, in der Kantine eines Bonner Kaufhauses gegründet. Kurz darauf wechselte das Theater in die damalige Nachtbar „Igel“, später zog man in die Buchhandlung Montanus; seit 1972 spielt man im aktuellen Standort – einem dreistöckigen Gründerzeithaus am schmalen Mauspfad – in der Bonner Innenstadt, nahe dem Bonner Münster. Die Erweiterung des Theater-Namens auf Euro Theater Central erfolgte im Bewusstsein, dass sich Claus Marteau durch seine Halbgeschwister im Elsass bereits sehr früh ernsthaft um die Vision eines kulturellen Dialogs im europäischen Maßstab gekümmert hat.
Das Euro Theater Central beschäftigt zwei Angestellte; seit dem Tod ihres Mannes 1995 führte Gisela Pflugradt-Marteau das Theater alleine. Sie fungierte gleichzeitig als Geschäftsführerin, Intendantin und Regisseurin. Im Januar 2017 wurde bekannt, dass die langjährige Dramaturgin Ulrike Fischer die Leitung des Theaters übernommen hat. Unterstützung erfährt das Theater auch durch die Claus-Marteau-Gesellschaft e. V. - Freunde des Euro Theater Central Bonn.
Im Jahr 2021 zog das Theater aus finanziellen Gründen in die Budapester Straße 19 um.

## Repertoire
- Als erstes Stück des jungen Theaters wurde Fräulein Julie von August Strindberg aufgeführt. In den folgenden 40 Jahren wurden mehr als 270 Stücke gespielt.
- Mit Rafi Peers Stück „Liebesgeflüster“ inszenierte das Euro Theater Central 2004 erstmals ein Stück eines pakistanischen Autors auf einer deutschen Theaterbühne.[5]
- Seit Ende der 1980er Jahre steht „Geschlossene Gesellschaft“ von Jean-Paul Sartre, seit 22 Spielzeiten „Der Kontrabass“ von Patrick Süskind auf dem Spielplan.
- Aktuell sind bis zu 12 Stücke parallel auf dem Spielplan.

## Der Mäuseorden
Seit Mitte der 1970er Jahre verleiht das Theater den Mäuseorden für Verdienste um Kultur und Brauchtum in Bonn. Inzwischen ist der Orden eine gemeinschaftliche Auszeichnung des Festausschusses Bonner Karneval sowie der Theater Haus der Springmaus und Euro Theater Central. Mittlerweile erhalten den Mäuseorden in jedem Jahr je eine Persönlichkeit aus Politik, Wirtschaft und Wissenschaft sowie eine aus Kabarett, Karneval und Kunst. Träger sind bisher u. a. Hans-Dietrich Genscher, Johannes Rau, Willy Millowitsch, Konrad Beikircher, Bernd Stelter, Anka Zink, Norbert Alich und das Beethoven Orchester Bonn.

## Auszeichnungen
- 2017 Monica-Bleibtreu-Preis der Privattheatertage in der Kategorie (Moderner) Klassiker für das Stück Michael Kohlhaas